# تام أويل

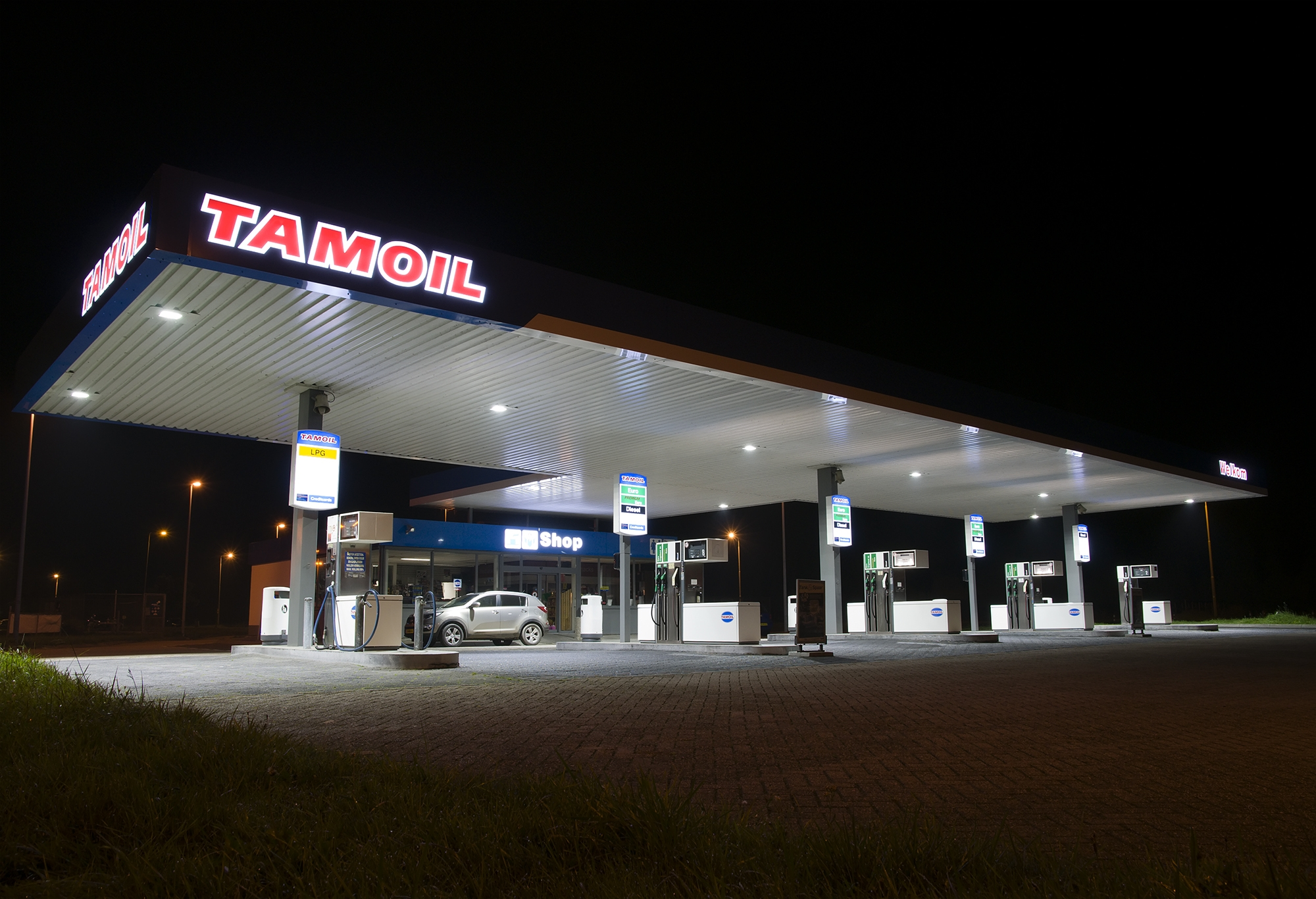
محطة خدمة في هولندا

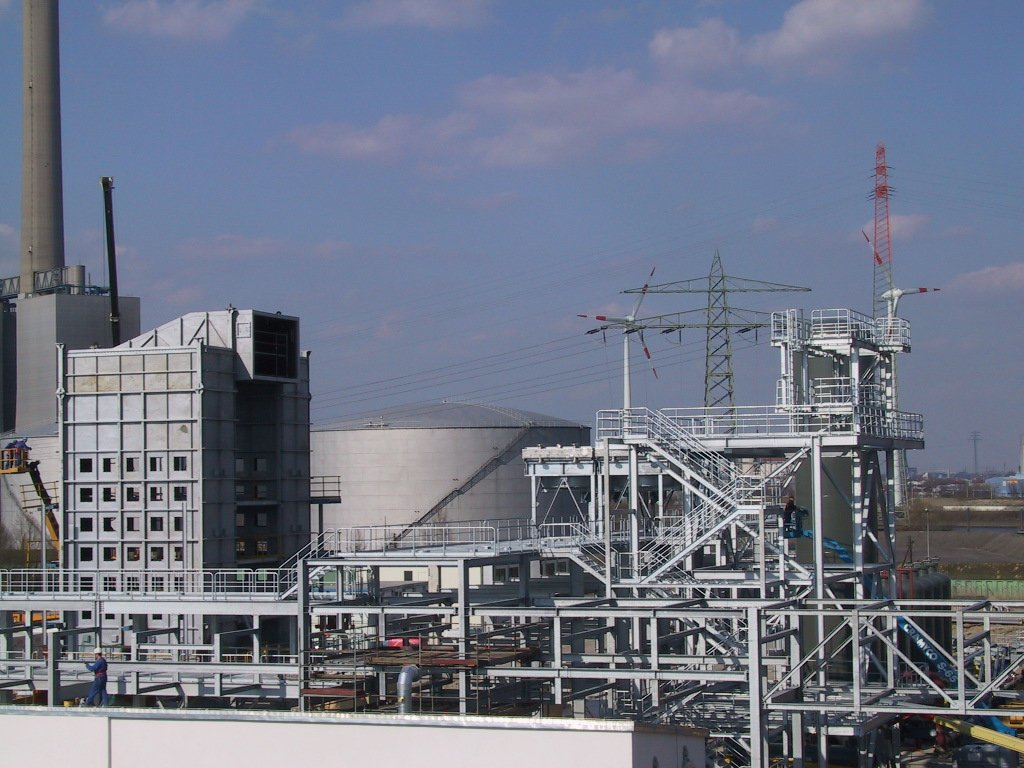
مصفاة هولبورن ، ألمانيا

تام أويل هو الاسم التجاري لمجموعة أويل أنفست ، وهي شركة موفرة للطاقة في قطاع النفط والغاز الأوروبي. تقوم مجموعة أوثق أنفست بتكرير النفط الخام وتسويق المنتجات النفطية المكررة بشكل أساسي تحت علامات تام أويل و هم في أوروبا. تشارك مجموعة أويلنفست في توريد وتجارة وتكرير وبيع المنتجات البترولية في إيطاليا وألمانيا وسويسرا وأسبانيا وهولندا وتقوم بأنشطتها التجارية من قبرص.
يقع المقر الرئيسي لشركة أويل أنفست هولندا في مركز التجارة العالمي بلاهاي ، حيث تشرف على جميع استثماراتها في أسواق النفط الأوروبية.

## روابط خارجية
- الموقع الرسمي
- oilinvest